# ドクター・フーのモンスター
ドクター・フーのモンスターは、イギリスのSFドラマ『ドクター・フー』シリーズに登場した地球外生命体やロボットなどの一覧である。便宜上、怪物としては扱いづらいタイムロードのようなヒューマノイドも含める。

## クラシックシリーズ

### 初代ドクター
タイムロード
- 初登場 - An Unearthly Child（1963年）

人間と区別のつかない外見をしたヒューマノイド。人間との明確な違いとしては2つの心臓と、瀕死に陥ると肉体を再生して別の顔と性格に生まれ変わる能力が挙げられる。寿命は長く、回数に限度があるとはいえ再生能力もあるため事実上の不死身である。この再生能力は、初代ドクター役のウィリアム・ハートネルに健康状態の悪化が見られたため、ドクター役を交代して番組を継続するための仕組みとして導入されたものであった。
タイムマシンのターディスを生み出すなど高度な科学技術と文明を持っていたため、自らの持つ知識が他の文明に渡らないよう、基本的に他種族には不干渉の態度を取る。タイムロードの一人であるドクターは他の惑星で起きている戦争や侵略を無視する種族の態度を気に入らず、修理中のターディスを盗んでギャリフレイを脱出した。同様にギャリフレイから逃亡したタイムロードにはマスターがいる。新シリーズでは大戦争の末にダーレクと道連れにギャリフレイが消滅し、タイムロードもドクターとマスターを残して絶滅したという設定が追加された。
なお、タイムロードであるドクターの初登場は The Unearthly Child（1963年）であるが、当時はドクターの正体は視聴者に伏せられていたため、タイムロードという種族の存在が明かされたのはThe War Games（1969年）であった。また母星ギャリフレイの名はThe Time Warrior（1973年 - 1974年）で初登場した。
ダーレク
- 初登場 - The Daleks（1963年）

惑星スカロのミュータント種族。一見ロボットに思える外見の戦闘用機械に搭乗しており、多くの個体は装置の中で生涯を過ごす。遺伝子操作で憎悪を除く一切の感情を取り払われており、他種族を抹殺して宇宙全域を征服・支配することを行動原理とする。キャッチフレーズは「抹殺セヨ！」("Exterminate!")。新シリーズではタイム・ウォーでタイムロードとその惑星ギャリフレイと共に相打ちで滅亡したと思われていたが、少数の残党が帝国の再建のため暗躍している。
新シリーズでは浮遊機能を獲得したが、クラシックシリーズでは構造上階段を上ることができず、フーヴィアンの間ではジョークのネタになっていた。番組の黎明期から登場していることもあって悪役の中では番組の象徴とされるほど人気が高く、「史上最悪」「最強」と紹介されることもある。バッキンガム宮殿で開催された番組の50周年を記念するパーティーにも出席した。
ドラーヴィン
- 初登場- Galaxy 4（1965年）

女性優位主義かつ軍国主義のヒューマノイド。男性は必要最低限の個体しか用意されておらず、需要を上回った分は殺処分されている。女性も2つの階級に分けられており、大部分は試験管で培養されている下層階級に属し、少数の上流階級の女性に統率されている。初代ドクターが遭遇した際には、遭難していた際にリルという別の種族に救助され、恩を仇で返すようにリルの船を襲撃して死に至らしめようとしていた。
サイバーマン
- 初登場 - The Tenth Planet（1966年）

惑星モンダスに起源を持つ、全身をサイボーグ化した種族。もともとは地球人のようなヒューマノイドだったが、医療技術としての人体の機械化が進むにつれその性質は冷たく効率的かつ機械的なものに変化し、全ての有機的な異星人をサイバーマンに変換することを目的としている。新シリーズではパラレルワールドの実業家ジョン・ルーミックが開発した地球産のサイバーマンも登場する。脳だけが金属の体に埋め込まれて感情抑制装置により感情を抹消されている。
古くから登場している敵であり、敵の中ではダーレクに次いで人気が高い。
トイメーカー
- 初登場 - The Celestial Toymaker (1966)

神の力を持つ根源的な力で、相手にゲームを提案しながら危機を奪う。ドクター一行を「セレスティアルトイルーム」と呼んでゲームを提案する。

### 2代目ドクター
サイバーマット
- 初登場 - The Tomb of the Cybermen（1967年）

サイバーマンが使役する小型サイボーグ。複数のバージョンが存在し、完全にロボットの外見のタイプもあれば生物らしさを残したタイプもある。静かに俊敏な行動を取ることができ、休眠状態のサイバーマンの復活や宇宙船乗組員の毒殺に用いられた。
大知性体 / グレート・インテリジェンス
- 初登場 - The Abominable Snowmen（1967年）

肉体を持たない知性だけの生命体。実体を持たないため形ある生命体に憑依して行動する必要があり、劇中ではイギリス軍人や雪男といった存在を傀儡として使役し、特に初登場時には2代目ドクターに憑依していた。新シリーズでは19世紀のシメオン博士と手を結んで地球侵略計画を企てる。
氷の戦士
- 初登場 - The Ice Warriors（1967年）

現在では荒廃している火星に生息していた種族。高い知性を持つとともに強靭な肉体を持つ戦士の種族である。初登場時には新たな氷期に見舞われた地球で発掘され、同胞を冬眠から蘇生させて地球侵略を開始するなど、悪役としての表現が多かったが、惑星ペラドンと同盟を組んで3代目ドクターと協力する場面も見られ、必ずしも悪役とは呼べない立場になっている。

### 3代目ドクター
サイルリアン
- 初登場 - Doctor Who and the Silurians（1970年）

寿命300年のヒト型爬虫類。地球上に出現した最初の知的生命体であり、人類が出現する以前に文明を築いていた。地球に小惑星が衝突して壊滅すると知り、多くの個体が地下で休眠状態に入ったが、小惑星は地球の衛星軌道上に乗ってしまい、壊滅を免れた地上では人類が文明を築くことになった。細菌兵器、改造恐竜、電磁バリア、レーザーメス、熱線、地熱と重力バブルを利用した移動装置などの技術を持つ。
ネスティーン意識体
- 初登場 - Spearhead from Space（1970年）

煤煙やダイオキシンを食糧とするプラスチック生命体。信号を発信してプラスチック製品を操作する能力を持つ。

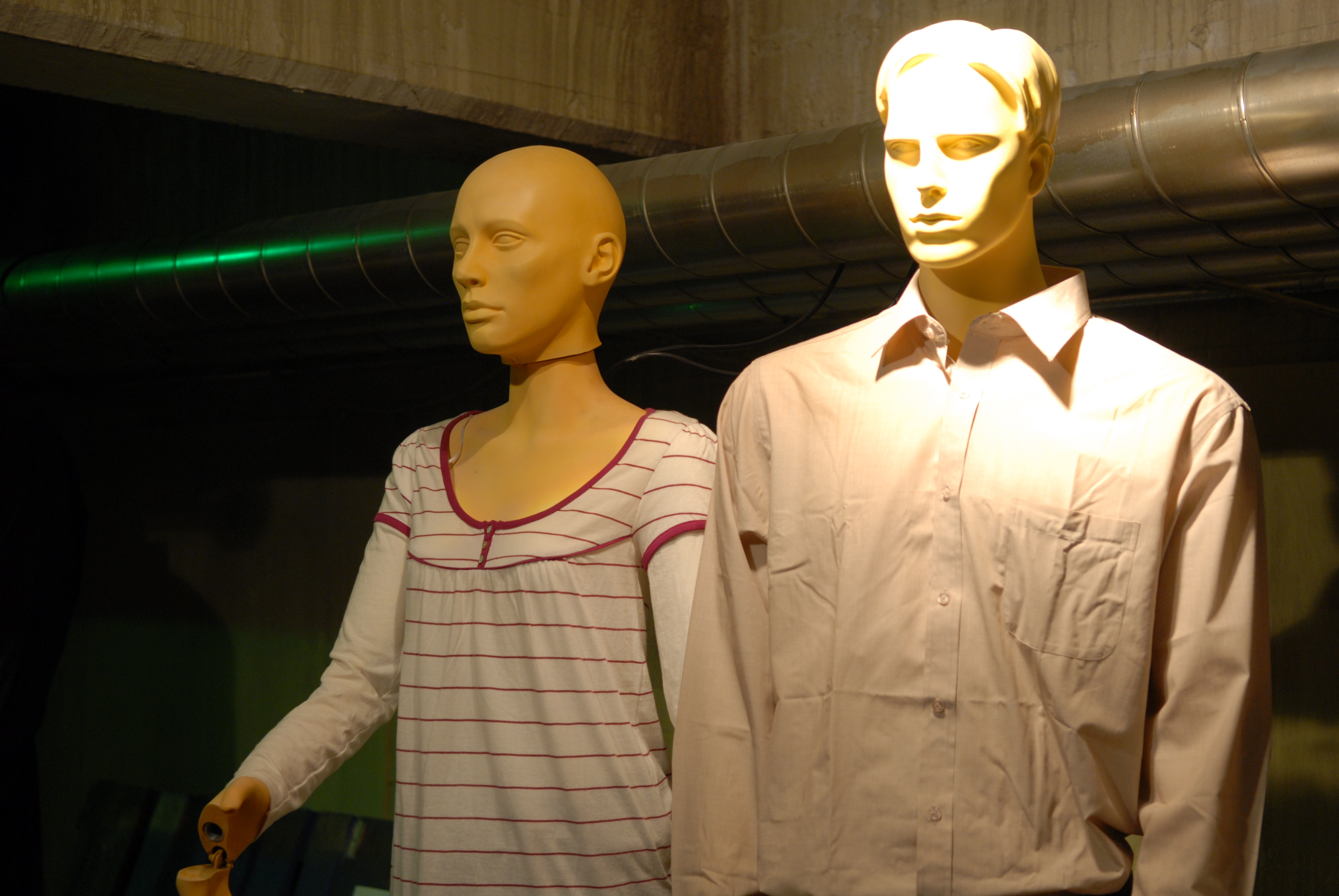
オウトン
- 初登場 - Spearhead from Space（1970年）

ネスティーンの信号で操作された、生きるプラスチック。
マスター
- 初登場 - Terror of the Autons（1971年）

ドクターと同じ惑星ギャリフレイ出身のタイムロード。ドクターと同様に何度も再生を繰り返して登場しているが、宇宙の支配などドクターを妨害することに心血を注いでいる。
シーデビル
- 初登場 - The Sea Devils（1972年）

サイルリアンから枝分かれして海に進出したヒト型爬虫類。水中で使用できる武器の技術を持つほか、遺伝子工学により生み出した動物兵器も駆使する。サイルリアンと同盟を組んで人類の撲滅を図ったことがある。
ソンターラン
- 初登場 - The Time Warrior（1973年 - 1974年）

戦争を好むヒューマノイドで、敗戦に終わったことが少ない強豪種族。後述のルータンと長期の戦争を繰り広げているほか、過去にはギャリフレイに侵攻したこともある。クローン技術により膨大な数の個体を量産して兵士として補充している。首の後ろにある開口部が弱点であり、ここを攻撃されると気絶ないし場合によっては死亡するが、屈強な肉体を持つ彼らに対し常人が正面戦闘で背後を取ることは不可能に近い。

### 4代目ドクター
ダヴロス
- 初登場 - 「ダレク族の誕生」（1975年）

カレド族の科学者にしてダーレク族の創造主。カレド族とサール族の間で千年戦争が行われている時代に生まれ、サール族を絶滅させる兵器としてカレド族の変異体からダーレク族を生み出した。生涯に亘り何度もドクターと対立しているが、幼少期にもドクターと出会っている。
ザイゴン
- 初登場 - 「ザイゴンの脅威」（1975年）

変身能力を持つ種族。赤色の肌と全身に並ぶ吸盤、そして口の毒が特徴である。母星が滅びたためネス湖でネッシーを家畜として飼育しながら地球で過ごしていたが、人類の奴隷化して地球の支配権の強奪を計画していたことが明らかになり、4代目ドクターに阻止される。その後は2013年にも地球侵略を企てていたが、3人のドクターの働きにより人類と平和協定を締結する。2015年時点では地球全土で2000万人のザイゴンが地球人として生活しており、過激派によるクーデターも起きつつも12代目ドクターが再び終息へ導いた。
ルータン
- 初登場 - Horror of Fang Rock（1977年）

ヒトのものに似た単眼を持つクラゲのような生物。体の形状を変えることもできるほか、電流を纏った触手は触れた相手を死に至らしめることが可能である。知的生命体であり、ソンターランと長きに亘る戦争を続けている。最早戦争が勃発した理由は両種族とも覚えていないが、形勢不利になった際には地球を前哨基地にすべく1900年代初頭の地球にやって来ていた。

## 新シリーズ

### 9代目ドクター
スチュワード
- 初登場 - 「地球最後の日」（2005年）

濃い青色の肌が特徴的な人物。展望宇宙船プラットフォーム・ワンで、地球最後の日のイベントの進行役を担当する。
チームの森
- 初登場 - 「地球最後の日」（2005年）

地球の熱帯雨林を起源とする植物由来のヒューマノイド。そのうちの一人であるジェイブがドクターと行動を共にし、プラットフォーム・ワンで起きている破壊工作の解明に乗り出す。
カサンドラ・オブライエン・ドット・デルタ・セブンティーン
- 初登場 - 「地球最後の日」（2005年）

テキサス出身の父親と北極出身の母親の間に生まれた、地球最後の純血人類。708回の美容整形手術を経て骨や肉を全て取り去り、皮膚の上に口と目が残っている状態になっている。それでもなお美容に意識を向けており、乾燥に弱い肌の保湿に注力し、また美貌に自信を持っている。
バルフーンの長老モックス
- 初登場 - 「地球最後の日」（2005年）

ジョルコ・ジョルコ出身の、巨大な頭部と青い肌が特徴の異星人。移動式の反重力椅子に座っていて頻繁に唾を吐く。
フェイス・オブ・ボー
- 初登場 - 「地球最後の日」（2005年）

ボー一族の最後の生き残り。名前が示す通り体は巨大な顔だけしかなく、蒸気で駆動される移動式の透明な生命維持装置の中に入っている。正体は不明であり、数億年間生きているという伝説もある。
西暦50億年では超新星と化した太陽に吞み込まれて消滅する地球の最後を見届けるイベントのメインスポンサーを務めており、ドクターはそこで彼に初めて出会う。知性と知識に富んでおり、同じく種族最後の生き残りという共通点もあって、ドクターは彼に敬愛の念を抱く。
ゲルス
- 初登場 - 「にぎやかな死体」（2005年）

1869年のカーディフに出現した、幽霊に似たガス状の生命体。タイム・ウォーの影響で肉体を失ったため、当時の地球人の死体に入り込んで行動する。
スリジーン一家
- 初登場 - 「UFO ロンドンに墜落」（2005年）

種族ではなく家族の名前。宇宙で幅を利かせているラキシコリコファラパトリアス星のマフィアの一家であり、地球を資源として売り捌くためにロンドンに宇宙船を墜落させて混乱を起こした。体色は緑色。身長2.4メートル程度の巨体であるが、殺害した人間の皮を被って偽装工作を行う。ドクターたちの活躍で全滅に追い込まれたが、生き残っていたマーガレットはカーディフの新市長に就任して地球脱出を画策する。
ジャグラフェス
- 初登場 - 「宇宙ステーションの悪魔」（2005年）

2000世紀の巨大ステーションであるサテライト・ファイブを影から支配していた生物。天井を覆い尽くほどの巨体をもつ軟体エイリアンで、鋭い歯をもつ口が垂れ下がっている。寿命は3000年。代謝が激しいため体温が極めて高く、サテライト・ファイブ全体を熱を逃がす生命維持装置として利用している。
リーパー
- 初登場 - 「父の思い出」（2005年）

胴体に口を持つ有翼の生命体。時間の流れが傷つくと現れ、その傷を消毒するバクテリアのような役目を持つ。ただし、時空を乱した原因のみを除去するのではなく、修復のために周囲の存在を無差別に捕食するため、出現すると惑星そのものが消滅する危機に陥る。消滅する生命体・物体は新しいものほど優先される傾向がある。劇中では1987年に交通事故で死亡するはずであったローズ・タイラーの父ピート・タイラーが生き残ったため出現した。
ガスマスクの人間

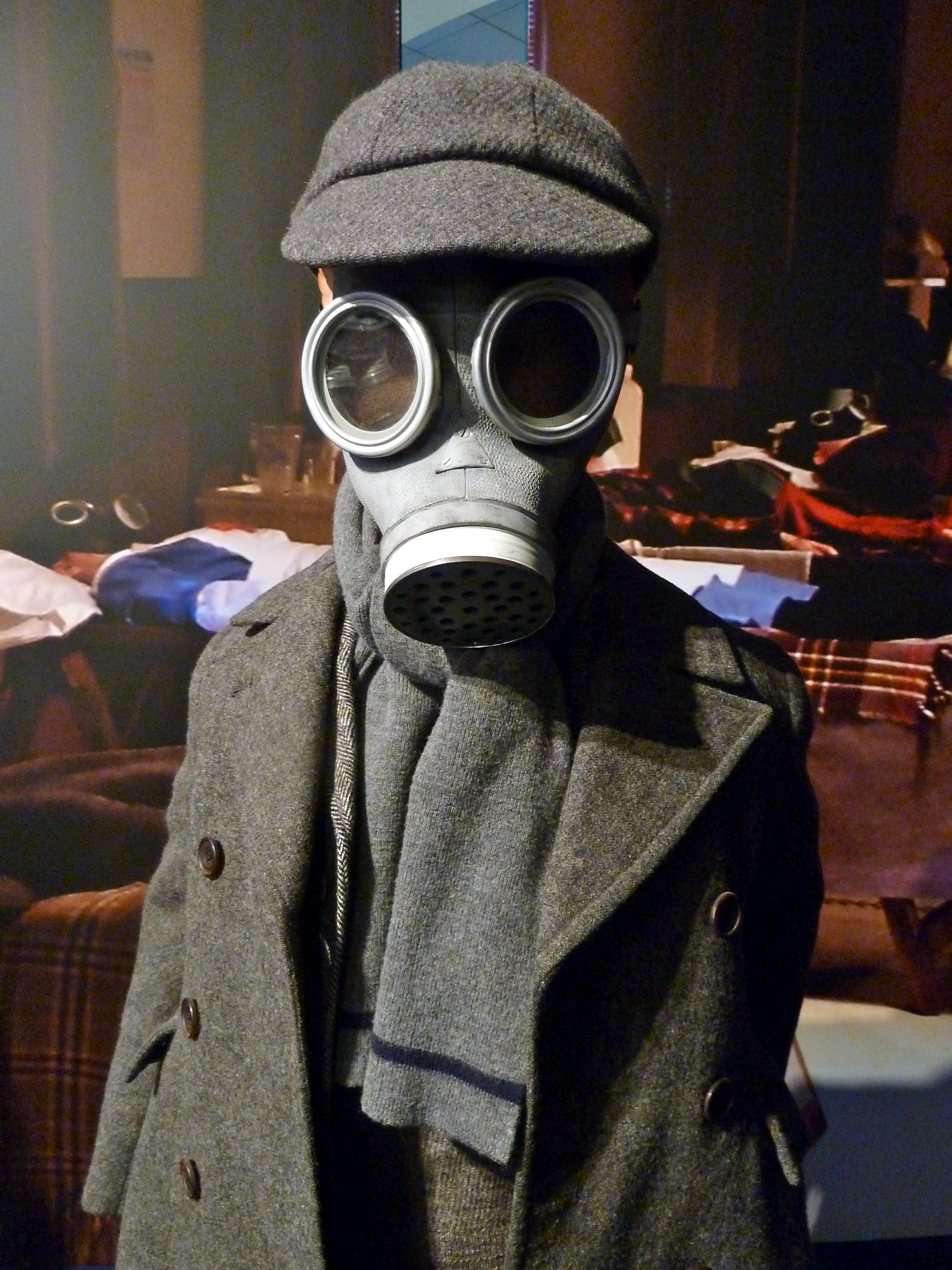
ガスマスク

- 初登場 - 「空っぽの少年」（2005年）

1941年、第二次世界大戦中のイギリスに出没したガスマスクを着けた人々。ガスマスクを着けた少年を筆頭に全員が同じ箇所に同じ傷があり、同じ思考を共有している。後述のナノジーンの作用により、素手で壁を破壊できるほどの怪力をもつ。執拗に「ママ」を探してさ迷い歩く。
この人間に触れると触れた人間も彼らと同じ姿に変貌する。ガスマスクは骨が変化したものであり、頭部と一体化しているため剥がすことはできない。その実態は、キャプテン・ジャック・ハークネスが墜落させた宇宙船に入っていた大量のナノジーンにより、人々が姿を変えられたものである。
ナノジーン
- 初登場 - 「空っぽの少年」（2005年）

未来で利用されている医療用素粒子ロボット。いわゆるナノマシンである。傷を皮下組織まで癒す効能があるが、死体を蘇らせることも可能であり、1941年のロンドンで死体が動き回る事態に陥る。
パイロット・フィッシュ

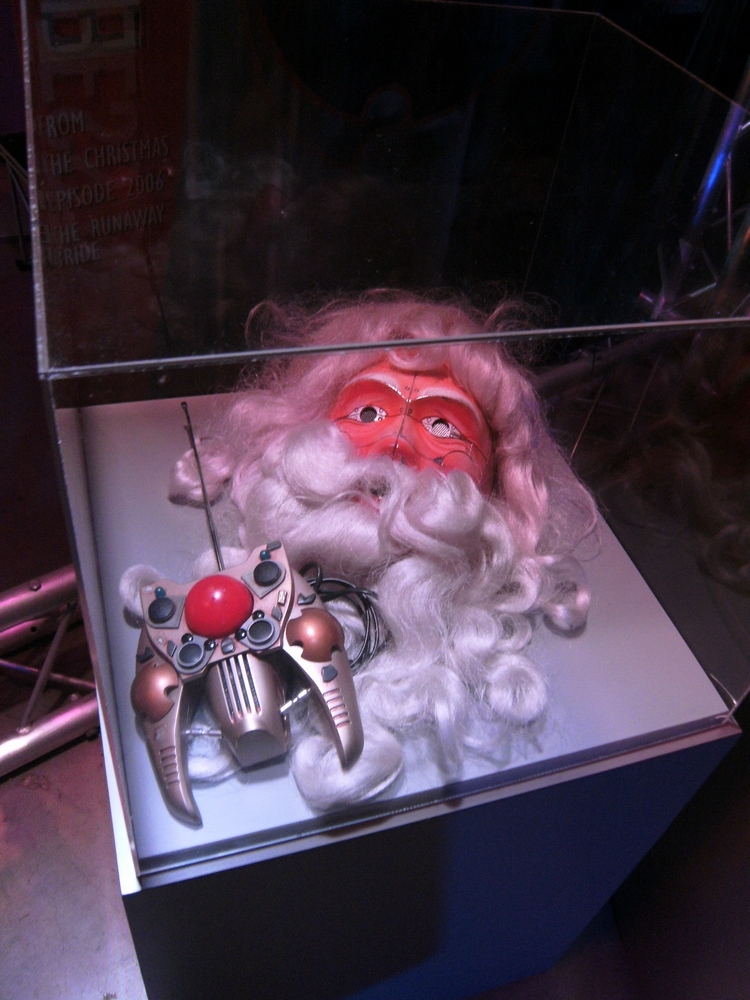
パイロット・フィッシュの仮面と爆弾コントロール装置

- 初登場 - 「クリスマスの侵略者」（2005年）

コバンザメのように常に自分たちより強い存在に付いて行動するエイリアン。その特性ゆえにパイロット・フィッシュが訪れた後にはさらに強大な存在がやって来ると言われている。作中ではサンタクロースの扮装をしている。

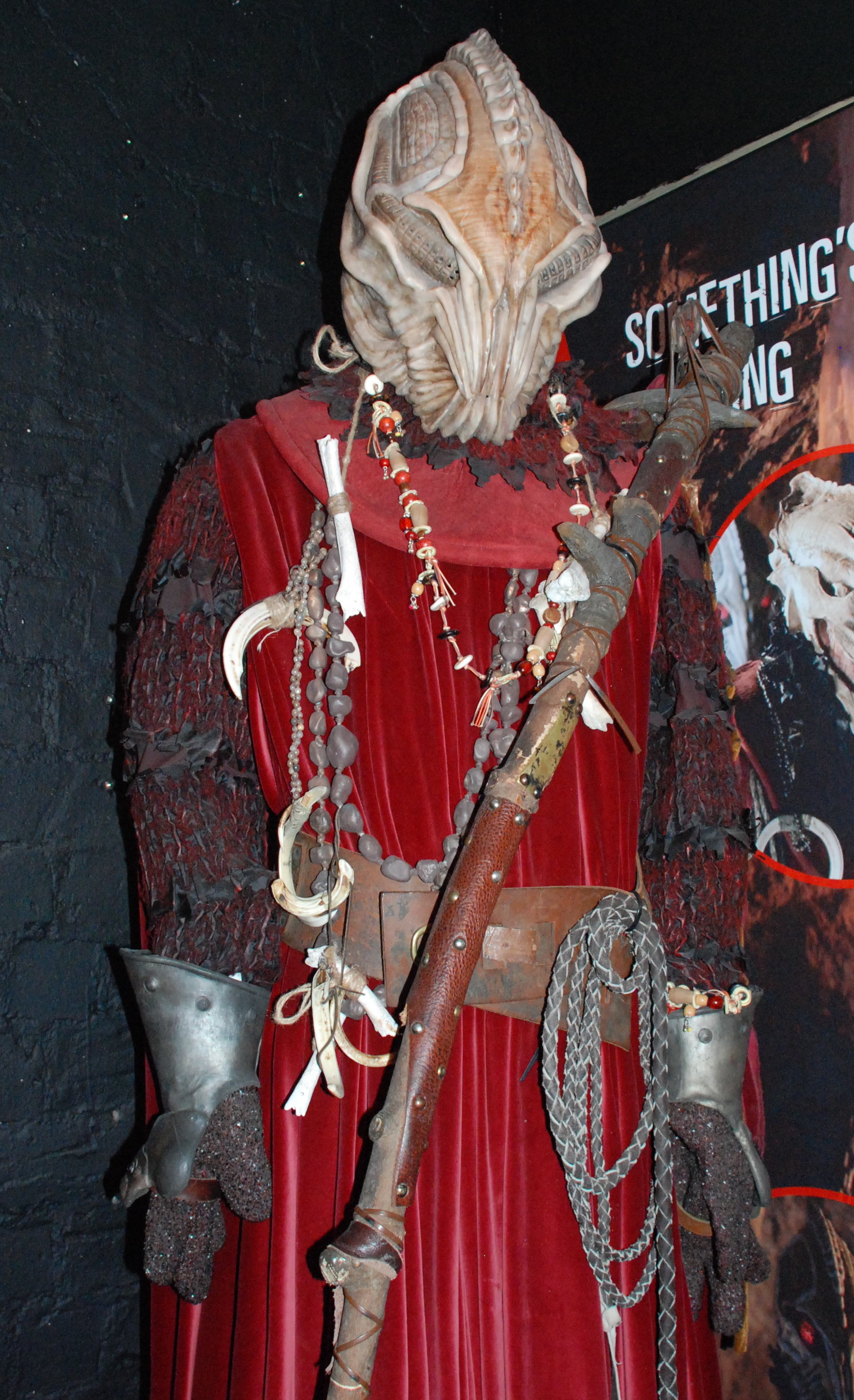
シコラックス
- 初登場 - 「クリスマスの侵略者」（2005年）

闇を歩むものと自称する種族。火星付近で地球人の無人宇宙探査機と遭遇して地球人の情報を入手し、パイロット・フィッシュに続いて巨大な宇宙船に乗って地球に到来した。ブラッド・コントロールによって世界中のA型の血液型の人間を操作して断崖絶壁に立たせ人質とし、人類に降伏を呼び掛ける。

### 10代目ドクター

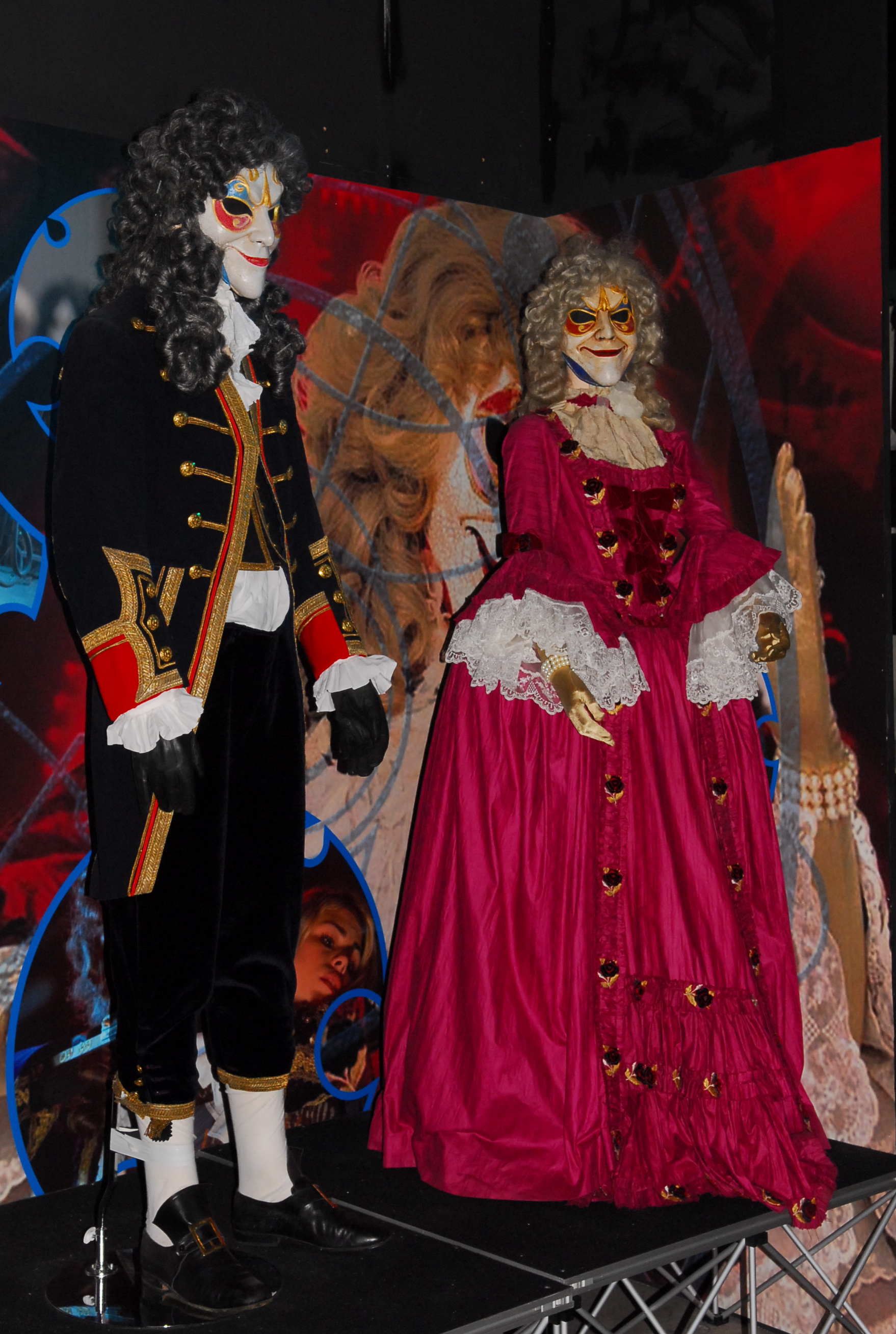
修理ドロイド

プレニチュードのシスター
- 初登場 - 「新地球」（2006年）

西暦50億年に地球が崩壊した後に人類が移住した新地球で、病院に勤務する看護師。ヒューマノイドではあるが顔はネコである。確認されている全ての病気の治療法を熟知している。
狼男
- 初登場 - 「女王と狼男」（2006年）

光の波長によって姿を変える変態生物。谷に墜落した宇宙船に乗っていたエイリアンの細胞が付近の男性に寄生し、数百年をかけて力を蓄えた狼男に変貌した。ヴィクトリア女王の王位を乗っ取って狼の帝国の創設を画策し、1879年にトーチウッド館に宿泊した女王を襲撃する。なお、このときドクターも女王と同行しており、彼の狼男への対処を目にして大英帝国に対する脅威であると認識した女王は、屋敷の名前から名付けた王立防衛組織トーチウッドを設立する。
クリリテーン
- 初登場 - 「同窓会」（2006年）

侵略した文明の種族の特徴を取り込み、その度に外見や生態を変える性質をもつ混合種族。学校の生徒の学力を極限まで高め、時空間など万物を支配する宇宙の定理スケイサス・パラダイムの解放を目論む。
修理ドロイド
- 初登場 - 「暖炉の少女」（2006年）

51世紀の宇宙船で保守整備に使用されている修理ドロイド。船のコンピュータからの指示を受け、それを忠実に実行する。プログラムでは人間が修理の材料から除外されていなかったため、乗組員を素材にして船の修理を行った。
ワイヤー
- 初登場 - 「テレビの中に住む女」（2006年）

処刑され肉体を失った犯罪者エイリアン。テレビの電波の中に住み着いており、元の肉体を復活させるためテレビを媒体にして視聴者の脳の電気エネルギーを奪ってエネルギー源に利用する。電気エネルギーを奪われた視聴者は同時に顔も失う。
ウード
- 初登場 - 「闇の覚醒」（2006年）

奴隷として宇宙で売買されている種族で、実際に命令に従うことを生きがいとしている。全個体が集合精神で接続されており、全体が一個の存在として行動する。本来はドクターとも友好的で知性の高い平和主義の種族であるが、ビーストやハウスといった超常的な存在にテレパシーを干渉され狂暴化することが多い。
ビースト
- 初登場 - 「闇の覚醒」（2006年）

ブラックホールの静止軌道上に存在する惑星クロプ・トールの地下深くに封印されていた太古の怪物。精神を人間に憑依させて永遠に生き永らえようとする。
スイコロリン（アブソーバロフ）

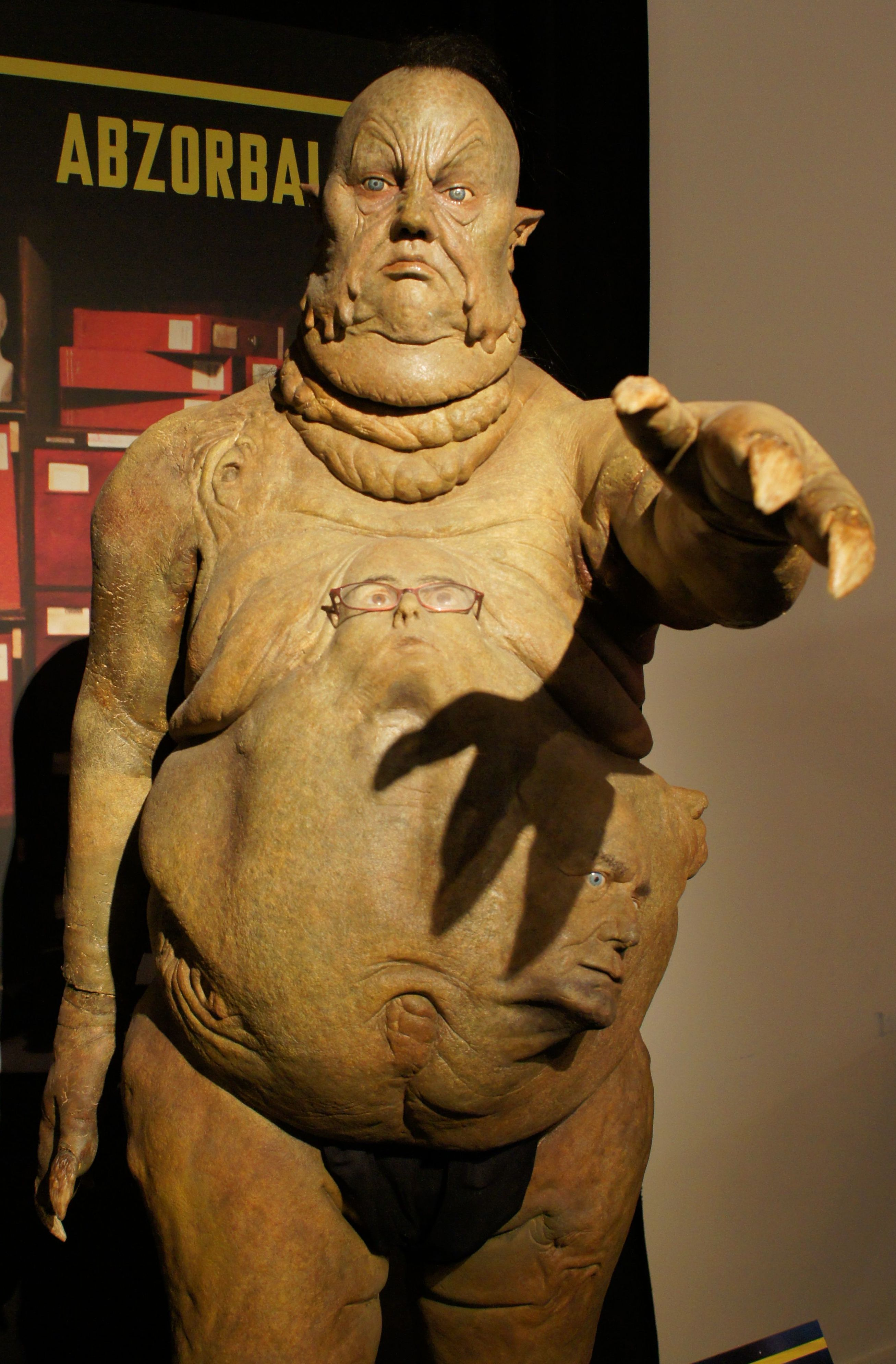
スイコロリン

- 初登場 - 「エルトン君の大冒険」（2006年）

触れた相手を吸収するエイリアン。吸収された犠牲者は分離不可能で、体の表面に犠牲者の顔が人面瘡のように浮かび上がる。ただし一切のデメリットもなく獲物を吸収できるわけではなく、常に持ち歩いている杖で肉体のバランスを保っている。
アイソラス
- 初登場 - 「危険なお絵描き」（2006年）

植物のような浮遊性エイリアン。種族の習性として、産卵時に母親によってポッドにくるまれた状態で宇宙に放たれる。放たれた兄弟達は成熟するまでの間、テレパシーによる独自のネットワークを形成し、互いに思い描くイメージを夢として交換、共有し合いながら成長していく。作中に登場する個体はネットワークが一時的に途切れ、仲間とはぐれた上にポッドも行方知れずとなってしまい極度の孤独感に耐えきれなくなった個体である。
登場エピソードは2012年ロンドンオリンピックを舞台としており、劇中では10代目ドクター（演：デイヴィッド・テナント）が聖火ランナーを担った。実際のロンドンオリンピックでは11代目ドクター役のマット・スミスが聖火ランナーを務めた。
ジュドゥーン
- 初登場 - 「スミスとジョーンズ」（2007年）

地球のサイに酷似した頭を持つヒューマノイドの種族。宇宙の雇われ警察であるが、ドクターからはむしろ凶悪犯に近いと評されている。屈強な肉体と黒い鎧が特徴的である。
シャドー議会の下で勤務しており、宇宙の警察として犯罪者を取り締まる。ただしその方法は横暴であり、病院を月に転送して内部にいた異星人を無差別に焼却しようとする、公務執行妨害に対して銃殺刑に処すなどの行動が見られる。また、「パンドリカが開く」（2010年）ではダーレクをはじめとする敵の同盟に味方していた。
フローレンス・フィネガン/プラズマヴォーレ
- 初登場 - 「スミスとジョーンズ」（2007年）
- 演 - アン・リード

マーサの勤務先の病院に潜伏していた凶悪な吸血エイリアン。外見を変えることができ、作中では地球人の老婆の姿に成りすましている。フルフェイスヘルメットにライダースーツを着用した部下を二人連れている。血液中のヘモグロビンを糧としており吸血の際はストローを相手の首に突き刺して経口摂取する。また、吸った血液を自らの物と置き換えることもできる。作中では自分を追ってきたジュドゥーンの捜索から逃れるため、ストーカー院長の血を吸って殺害し、血液反応を偽装することで操作を掻い潜ることに成功している。逃亡の際にMRI室のスキャナーに細工することで月と地球の半分を吹き飛ばそうと画策していたところを、偶然現場を見てしまった地球人(の振りをするドクター)の口封じの為に吸血したことで地球人ではないドクターの血液を吸ってしまい、マーサによって地球人ではないことをジュドゥーンに暴露され今度は逃れられずに処刑された。
嘆きの天使 / 忍び泣く天使

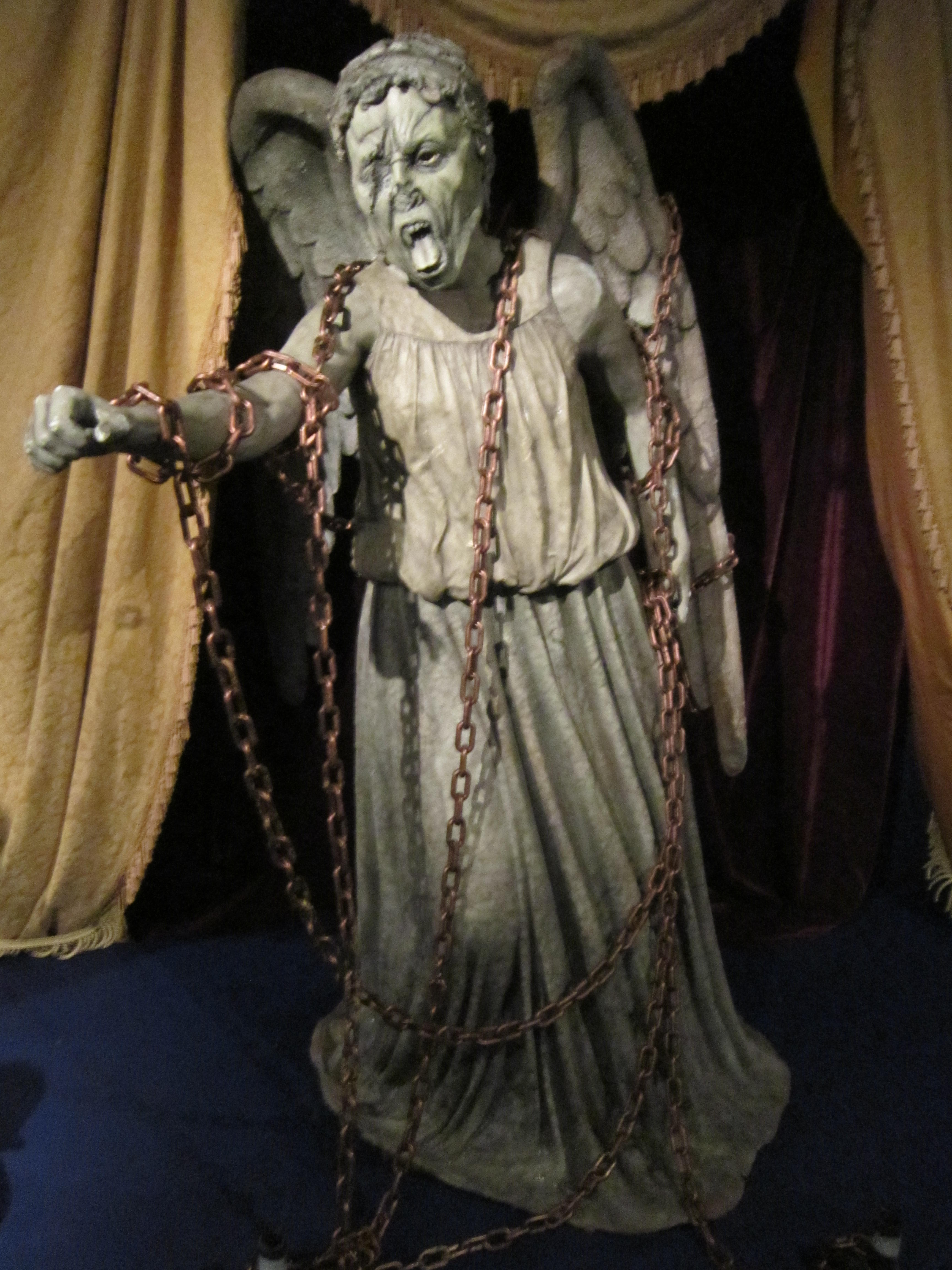
嘆きの天使

- 初登場 - 「まばたきするな」（2007年）

敵対的な性質の生きた天使像。何者かに直視されている間は量子ゼノン効果（クォンタム・ロック）により石化して動くことができないが、視線を逸らされた場合には高速で移動して攻撃対象を過去に転送し、本来対象が生きるはずであった時間軸に残った時間エネルギーを摂取する。なお、石化している際に天使を殺害することは不可能であり、遭遇した場合は基本的に退却するほかない。
初登場エピソードである「まばたきするな」はヒューゴー賞を受賞。また、嘆きの天使単体を題材とするゲームも製作されている。
ヴァシュタ・ナラーダ
- 初登場 - 「静寂の図書館」（2008年）

陰影に擬態する微小な肉食動物。群れで行動しており、他の生物の肉を高速で捕食する。捕食された生物は骨があれば骨のみが残り、その後は彼らの力で動く入れ物にされる。地球を含めて宇宙全域に分布しており、生物が暗闇を怖がるのはヴァシュタ・ナラーダの存在を無意識に感じ取っているからであるとドクターは説明している。

### 11代目ドクター
プリズナー・ゼロ
- 初登場 - 「11番目の時間」（2010年）

休眠中の生きた動物と意識をリンクさせて姿を模倣する、寿命数千年の変態生物。元々は鋭く長い歯の並んだヘビやウツボに似た姿をしているが、劇中では昏睡状態の患者を利用して彼らの姿に変身した。また劇中の個体は宇宙警察アトラクシに監禁されていたものが地球へ逃げ込んだ個体であり、そのため囚人（プリズナー）と呼称されている。
スマイラー
- 初登場 - 「眼下の獣」（2010年）

地球を脱出した29世紀の宇宙船スターシップUKにセキュリティシステムとして設備されているアンドロイド。スターシップUKに暮らす国民の生活を見張っており、笑顔と怒った顔と歯を剥き出しにした顔を使い分け、彼らに現在取っている行動が良いことか否かを理解させる。半分スマイラー半分人間のサイボーグもいる。
吸血鬼
- 初登場 - 「ヴェネチアの吸血鬼」（2010年）

地球の肉食魚を彷彿とさせる種族。劇中では知覚フィルターを用いて人間に偽装しているため鏡には映らず、また元々持っている牙が人間の意識で確認できることから、いわゆる吸血鬼と合致する特徴を示している。また太陽光が弱点でもある。故郷の惑星サタナインが時空の裂け目に呑まれて消滅し、種族の復活のために地球のヴェネチアに到来。地元の少女を受け入れる女学校を設立し、生徒の血液と自種族の血液を循環交換して吸血鬼へ変化させ、運河に潜む無数のオスと交尾して繁栄することを画策する。
ドリーム・ロード
- 初登場 - 「エイミーの選択」（2010年）
- 演 - トビー・ジョーンズ

夢の支配者を名乗る存在。二つの異なる世界をドクターたちに行き来させ、「ひとつは現実であり、もうひとつは夢」だと言う。行き来する世界のどちらかで死んだ場合、「その世界が夢ならば、現実へ戻れる」「その世界が現実ならば、彼らの死は事実となってしまう」と明かし、ドクターたちに選択を迫る。
その正体はサイキック・ポーレンがターディスのコンソールに付着して活性化したことで増幅された、長い歳月の中で蓄積したドクターの暗黒面であった。
サイレンス
- 初登場 - 「ドクターからの招待状」（2011年）

ムンクの『叫び』に似た顔をした、黒い衣服に身を包んだヒューマノイド。長く伸びた指から電撃を放つ能力のほかに、瞬きなど僅かでも目を逸らした人間から記憶が消える特徴を持つ。その特性上人類に気付かれることなく長く支配していたが、ドクターの機転によりサイレンスを抹殺すべきという暗示が全人類にかかり、打倒されることになる。
セイレーン
- 初登場 - 「セイレーンの呪い」（2011年）

17世紀の海に出現し当時の海賊から恐れられていた存在。女性の姿をしている。負傷者の掌に黒い染みを出現させた後に歌で魅了して消滅させていたため、海賊から敵視されていた。その実際は宇宙船の医療システムであり、負傷者や病人といった患者に印をつけて識別し、歌で不安を取り除いて治療を行っていた。鏡面反射のできる物体の表面を介して出現する。
ゲンガー
- 初登場 - 「人造人間たち」（2011年）

人間には作業ができない危険な環境で働くために製造された人造人間。フレッシュと呼ばれる液体で人間の生体情報を読み取って形成され、ハーネスを通じて人間に操作される。劇中では太陽風の影響で人間とゲンガーの接続が立たれ、人間としての記憶を持つ状態でゲンガーが独立した意思を獲得した。
首なし修道士
- 初登場 - 「ドクターの戦争」（2011年）

フードのついたローブを身に纏い剣を持つ修道士。フードの中を見ることは禁忌とされているが、デーモンズ・ランの戦いにおいては同盟を組んだコヴァリアン修道会から信頼を得るためにフードを上げ、実際に頭部が存在しないことを明かした。宗教団体であり他の団体へ布教もしているが、入信の際には首を斬り落とす必要がある。
テッセレクタ
- 初登場 - 「ヒトラーを殺そう!」（2011年）

犯罪者を断罪する人型の乗り物およびその搭乗員。アドルフ・ヒトラーやリヴァー・ソングといった歴史上の大罪人を縮小して乗り物に乗せ、その防衛システムで処刑するという手法を採用している。内部では縮小された乗組員が操縦しており、外界の状況を確認してその場に相応しい人物に偽装している。オートバイに変形することも可能。
ペグ・ドール
- 初登場 - 「小さき者からのSOS」（2011年）

8歳の少年ジョージの恐怖が実体化した存在。寝室のクローゼットでドールハウスに収納されており、クローゼットに吸い込まれたドクターや、エレベーターで消失したエイミー・ポンドとローリー・ウィリアムズを襲う。触れた人間を木質に変換して自らと同じ人形に変化させる能力を持ち、それを使って彼らを追い詰めるが、ジョージの父アレックスの介入によりジョージの恐怖が解けると元の人形に戻った。
ハンドボット
- 初登場 - 「無情に流れる時間」（2011年）

観光惑星アパラパチアで運用されている白色のアンドロイド。劇中では当時心臓が2つある種族にのみ致命的な感染症が流行していたため、惑星に居る病人を治療する目的で投入された。掌で触れるか頭部から針を発射するかで薬を患者に投与して治療を行うが、投与される薬剤は地球人のように心臓が1つだけの種族に対し致命的である。
ミノタウロス
- 初登場 - 「閉ざされたホテル」（2011年）

神話に登場するミノタウロスと同様の姿をした種族。地球のホテルを模した宇宙船に潜伏していた。他種族を拉致して彼らの最も恐怖するものを部屋に用意していたことから、他者の恐怖心を食糧にする種族であると推測されていたが、実際には恐怖を乗り越えようとする信仰心を食糧とする。系統的にはクラシックシリーズに登場したネイモン族に近い。
ガンマン
- 初登場 - 「情け無用の町」（2012年）

カーラー族のジェックスが戦争を終結させるためにサイボーグ化した男性。戦争に勝利した後にカーラー族の技術者により全てのサイボーグは破壊されたはずであったが、戦闘中に破損してオフラインになっていたため破壊を免れ、自らに改造を施した技術者たちに復讐心を抱いて報復に出る。ジェックス以外の技術者全員を殺害した後、彼を探して地球に到来し、ジェックスの死後は罪滅ぼしとして彼が技術開発に貢献していた町の守護天使となる。
シャクリ
- 初登場 - 「キューブのパワー」（2012年）

タリーと呼ばれる存在に使えるヒューマノイド。地球人類を宇宙にとっての疫病と考えており、人類が宇宙へ進出する前に根絶すべくキューブを撒いて全人類の電気エネルギーを奪って心臓の拍動を停止させようとする。ドクターたちが遭遇したのはホログラムであり、実体の所在地は不明。

### 12代目ドクター
テラー
- 初登場 - 「銀行強盗」（2015年）

横方向に伸びた軟体部の先端に眼球がある、強力なサイキック能力を有する種族。他者の罪の意識を感じてその者の脳を液状にして殺害する能力がある。たった一組の雌雄のみが生き残っている絶滅寸前の種族であったが、カラブラクソス銀行の頭取がその能力に目をつけ、雌個体を拉致監禁し、雄個体をセキュリティシステムとして利用していた。
スコヴォックス・ブリッツァー
- 初登場 - 「校務員」（2015年）

惑星そのものを破壊できるほどの威力を備えた殺人ロボット。アートロンエネルギーの放出を感知したドクターにより襲撃を察知され、コールヒル高校に侵入して彼と戦闘を繰り広げる。
フォートールド
- 初登場 - 「オリエント急行のミイラ」（2015年）

包帯を巻かれたミイラの風貌をした伝説の存在。攻撃対象者の死の66秒前に出現するが、これは死にゆく者にしか見ることができず、その周りの者はフォートールドを観測できない。すなわち、フォートールドが視界に入るということはその攻撃対象に選ばれたということであり、66秒後に死が確定する。死を回避する唯一の方法は正しいキーワードを口にするというものであるが、5000年ほど語り継がれた伝承の中で成功した者は誰一人いない。劇中ではドクターを含むオリエント急行の乗員乗客が協力し合い、フォートールドの正体が世を去った戦士であることを突き止める。
ボーンレス
- 初登場 - 「平面の敵」（2015年）

ブリストルに出現した二次元世界の種族。当初は壁に描かれた絵画であると思われていたが、人間を含む三次元物体を平面に引きずり込んで解体していること、そして人間を解剖して三次元世界の理解を深めていることが明らかになる。また肉体を三次元物体として構築することも可能であり、その能力を使ってドクターたちのいる三次元空間へ侵攻を開始する。
コロニー・サーフ
- 初登場 - 「魔術師の弟子」（2015年）

全身が無数のヘビで構成されたダヴロスの部下。ドクターを求めるダヴロスに従ってドクターをスカロへ案内し、彼の再生エネルギーを奪ってダーレクに供給する役割を担った。
フィッシャーキング
- 初登場 - 「洪水の前」（2015年）

鎧を纏った身長2.4メートルに達する軍事的指導者。惑星チボリを侵略して10年間支配していたが、アルカテニアンとの戦争に敗れて処刑され1980年代の地球で埋葬されたと考えられていた。しかし実際には生き延びており、読んだ者が死後に電磁信号（幽霊）として自らの座標を部下の軍隊に伝えるように特殊な文字を宇宙船に残していた。12代目ドクターがダムを破壊して宇宙船ごと彼を水没させることに成功するが、残された文字は22世紀に幽霊騒動を起こすことになる。
マイア
- 初登場 - 「死んだ少女」（2015年）

宇宙全域で悪名高い戦士の種族。征服した惑星の科学技術を奪って吸収し、重厚な武装を構築している。劇中ではヴァイキングからテストステロンやアドレナリンといったホルモンを抽出し、ヘルメット内に飲料として常備して戦闘中に補給している。また、彼らの科学技術はアシルダを不老不死の存在に変えることになった。
レオニアン
- 初登場 - 「生き続けた少女」（2015年）

1651年の地球に侵攻した、ライオンに似た顔のヒューマノイド。種族の一人であるレアンドロがアシルダの同情を買って彼女と手を結び、時空の扉を開いたことで地球へなだれ込んだ。種族最後の生き残りと聞かされていたアシルダが彼の裏切りを知ってドクター側へ寝返り門を閉じたため侵攻に失敗し、レアンドロは責任を取らされ処刑された。
サンドマン
- 初登場 - 「もう眠らない」（2015年）

38世紀に開発された睡眠短縮装置モルフェウスの副作用として生じた、人間の目やにに起源を持つ怪物。攻撃的な性質であり、次々に海王星の宇宙ステーション内で乗組員を殺害し、胞子を散布して感染を広げて増殖を開始する。12代目ドクターにより宇宙ステーションごと破壊されて消滅した。
しかしモルフェウス開発者のラスムッセン曰く、脳の睡眠中枢に影響を与える電子信号がステーションの崩壊以前に全宇宙に向けて発信されていた。その信号はラスムッセンの編集した映像に仕込まれており、サンドマンの映像を視聴した人間から新たなサンドマンが生じる可能性が高いことが示唆されている。
ヴェール
- 初登場 - 「影に捕らわれて」（2015年）

ドクターが幽閉された城の中にいた、ベールを纏った存在。緩慢な動きでドクターに何度も接近しては、彼がタイムロードに関する重要な秘密を口にするたびに離れてゆく。その正体はドクターから彼の知る伝説のハイブリッドの情報全てを引き出すための拷問装置であり、脱出方法を悟った彼に数十億年間致命傷を与え続ける。
スライダー
- 初登場 - 「時空の果てで」（2015年）

死亡したタイムロードの魂をギャリフレイのデータベースであるマトリックスにアップロードし、その守衛としたもの。ダーレクやサイバーマンおよび嘆きの天使がスライダーに攻撃されて捕獲されている様子が確認されている。床を統べるように移動することからスライダーと呼ばれる。
ハイドロフラックス王
- 初登場 - 「リヴァーソングの夫」（2015年）

大型の赤色の機械に首を接合したサイボーグ。戦士かつ独裁者の王であり、銃撃戦で宝物庫が爆裂した際に宇宙で最も高価なダイヤモンドが頭部に刺さった過去を持つ。そのためダイヤモンドを狙うリヴァーが彼と結婚する。
フレミング
- 初登場 - 「リヴァーソングの夫」（2015年）

殺人経験者だけが乗船できる豪華客船の船員。自身に信頼を寄せていたリヴァーを裏切ってハイドロフラックス王の味方についたが、隕石の衝突により船もろとも吹き飛ばされ、400年後にリヴァーに発掘されることになる。
ハーモニー・ショール
- 初登場 - 「リヴァーソングの夫」（2015年）

適応能力の高い脳のみの生命体。人類をはじめとする種族の頭部を切り開いて脳を除去し、代わりに頭部へ入り込んで肉体を操作する。侵入された人間は顔に切れ込みが入って時折青い汁が漏れ出すため、その特徴で識別が可能。ハイドロフラックス王の崇拝者であるほか、「帰ってきたドクター・ミステリオ」（2016年）では地球で多国籍企業を設立して世界中の権力者に寄生しようとしていた。
絵文字ボット
- 初登場 - 「スマイル」（2017年）

人類がグリーゼ581dへ入植する際に、人間の住む環境を整えるために派遣したロボット。絵文字を介してコミュニケーションを取る。人間の幸せを第一に行動するようプログラムされていたため、入植地で初めて死者が出て住民たちが悲しみに暮れた際の対処法が分からず、笑顔を見せない人間を殺害して幸せを取り戻そうとする。
アイス・スネーク
- 初登場 - 「氷の下の怪物」（2017年）

テムズ川に数百年間生息していた、魚類に似た巨大な水棲生物。ただし好んでテムズ川に潜んでいたわけではなく、排泄物が効率的なバイオ燃料になることを発見したサトクリフ卿の先祖により川底に束縛されていた。以来サトクリフ卿の先祖は代々テムズ川のフロスト・フェアを利用して民間人をアイス・スネークに捕食させて燃料の排泄物を確保していた。なお、周囲の気温・水温を低下させる性質があり、小氷期はこの生物により引き起こされていたと説明されている。
ドリアス
- 初登場 - 「シェアハウス」（2017年）

地球上の昆虫に類似した生命体。細胞レベルで木材と融合し、木造住宅の床や壁や家具などに潜伏する。本来は肉食性ではないが、シェアハウスの大家に調教され、入居者を木材に引きずり込む捕食動物として登場した。高音に反応する習性を持つ。
修道士
- 初登場 - 「迫る終焉」（2017年）

人々の信仰心を拠り所とする種族。劇中ではドクターを含めた地球そのものを歴史ごと再現して侵略をシミュレーションした後、現実世界でピラミッドと共に出現して人類に地球の支配権の譲渡を要求した。譲渡の際には恐怖心や策略といった不純な動機ではなく愛のような純粋な動機が必要であり、ビル・ポッツのドクターへの愛に由来する譲渡を受けた修道士は、人類を守護しながら永遠に地球を支配し続けることを約束する。
光を食う怪物
- 初登場 - 「消えたローマ兵士の謎」（2017年）

ピクト人が何世代もの間封印し続けていた、時空間の裂け目から侵入した生命体。ドクターにより光を摂食する生物であることが推測されているが、同時に光が弱点でもあり、ピクト人は光を屈折させて撃退している。

### 13代目ドクター
ステンザ
- 初登場 - 「新生ドクター、地球に落ちる」（2018年）

戦闘民族。5000の銀河を旅して他種族を決闘で倒した者が次期首領に就任する制度があり、またこの儀式の間に倒した種族の歯を自らの顔に埋め込んでトロフィーとする。体温が非常に低く、触れただけで人間は凍死に至る。劇中ではツィム・シャという個体が登場した。
レムナント
- 初登場 - 「サバイバル・ラリー」（2018年）

傷んだ布に見える生物兵器。高密度のポリファイバーで形成されており、標的の恐怖心と血液を感知して襲撃し絞殺する性質がある。
プティン
- 初登場 - 「暗闇の中の希望」（2020年）

鋭利な歯と有毒の肌が特徴的な、無機物を食糧とする生命体。船を運航不能に陥らせるほどの食欲と、真空に対する耐久性、そしてウサイン・ボルトを超える俊敏性を示す。
ティジャリアン
- 初登場 - 「パンジャブの悪魔」（2018年）

かつては殺し屋とされていたが、文明の崩壊を経験した後、死者の追悼のために姿を現すようになった種族。劇中ではインド・パキスタン分離独立での戦いにて一人で死にゆく者を看取っていた。
カブラムマン
- 初登場 - 「謎の差出人」（2018年）

銀河系で最大規模の配送業者カブラム社のロボット。
モラックス
- 初登場 - 「魔女狩りの村」（2018年）

処罰として地球のランカシャーの丘に封印されていた古代の種族。封印の鍵であった樹木が切り倒されたため丘から徐々に脱出し、近隣のバイルハースト村の住民の肉体に侵入していた。侵入された村人は恐怖心を抱き、魔女狩りに走ることになる。